# Anneliese Schütz
Anneliese Schütz (n. prin 1875 - d. secolul al XX-lea) a fost o traducătoare germană, cunoscută mai ales ca prima traducătoare în limba germană a Jurnalului Annei Frank și a cărții Geschichten und Ereignisse aus dem Hinterhaus.

## Viața
Anneliese Schütz a fost o jurnalistă, o prietenă a familiei Frank și o fostă profesoară particulară a Annei Frank, pe care, după moartea fiicei sale, Otto Frank a însărcinat-o cu traducerea jurnalului în limba germană. Traducerea era destinată inițial doar bunicii Annei, Alice Frank din Basel, care nu cunoștea limba neerlandeză, dar ea a fost publicată în 1950 de o editură germană. Anneliese Schütz era originară din Berlin, potrivit unui articol publicat în 1959 în revista Der Spiegel, și a emigrat, înainte de cel de-al Doilea Război Mondial, la Amsterdam. Potrivit aceluiași articol, Schütz făcea parte din mișcarea sufragetelor din epoca wilhelmiană și a susținut acordarea dreptului de vot pentru femei.
Laureen Nussbaum a afirmat că Anneliese Schütz a fost angajată de unele familii evreiești germane din Amsterdam, printre care și familia Frank, pentru a le iniția copiii în lectura clasicilor germani. Sora mai mare a Annei, Margot Frank, participa la acest cerc literar. Cu copiii mai mici Anneliese Schütz a pregătit pentru Hanuka în anul 1941 piesa Die Prinzessin mit der Nas’. Anne Frank și prietenele ei, Sanne Ledermann și Laureen Nussbaum, au primit roluri în această piesă.
Otto Frank a descris-o pe Anneliese Schütz, într-o scrisoare din perioada postbelică, după cum urmează: Dra. Schütz este o doamnă de peste 50 de ani, nu mai vede aproape deloc și este foarte singură. De aceea mă caută, era jurnalistă și avea dintotdeauna un mare interes față de copii. Margot a urmat un curs de literatură cu ea [...] Indicația vârstei furnizată de Frank se potrivește doar parțial afirmației lui Mirjam Pressler că Anneliese Schütz avea deja șaptezeci de ani, atunci când a tradus jurnalul.
Traducerea Jurnalului Annei Frank a fost criticată în mod repetat pentru presupusele ei abateri de la textul original și din cauza folosirii unei exprimări improprii copiilor, dar a fost vândută cu succes, timp de decenii, înainte de a fi înlocuită cu o traducere realizată de Mirjam Pressler.